# Dispàrides
Els dispàrides (Disparida) són una subclasse d'equinoderms de la classe Crinoidea coneguts només pels seus fòssils. Van viure de l'Ordovicià inferior al Permià superior.

## Taxonomia
La subclasse Disparida inclou 18 famílies:
- Família Acolocrinidae C. E. Brett, 1980 †
- Família Allagecrinidae Carpenter & Etheridge, 1881 †
- Família Anamesocrinidae Goldring, 1923 †
- Família Anomalocrinidae Wachsmuth & Springer, 1886 †
- Família Apodasmocrinidae T. J. Frest, et al. 1979 †
- Família Belemnocrinidae S. A. Miller, 1883 †
- Família Calceocrinidae Meek & Worthen, 1869 †
- Família Catillocrinidae Wachsmuth & Springer, 1886 †
- Família Haplocrinitidae Bassler, 1938 †
- Família Heterocrinidae Zittel, 1879 †
- Família Holynocrinidae Bouška, 1948 †
- Família Homocrinidae Kirk, 1914 †
- Família Iocrinidae Moore & Laudon, 1943 †
- Família Myelodactylidae Miller, 1883 †
- Família Pisocrinidae Angelin, 1878 †
- Família Pygmaeocrinidae Strimple, 1963 †
- Família Ramacrinidae Prokop, 1977 †
- Família Zophocrinidae Miller, 1892 †